# 武汉地铁DKZ8型电动车组
武汉地铁DKZ8型电动车组，是武汉地铁的首款载客列车，也是中国大陆首款国产化全铝合金车体地铁车辆，目前在1号线运营。

## 列车编组
DKZ8型列车由北车长春轨道客车生产，为4节车厢B型编组（2M2T，Tc-M-M-Tc），共12列，计48节车厢，于2004年1号线一期工程开通时投入使用。
|            | DKZ8                              |                                        |                                        |                                   |
| 车厢型号   | DK44                              | DK42                                   | DK43                                   | DK44                              |
| 车厢编号   | WHA××1                            | WHA××2                                 | WHA××3                                 | WHA××4                            |
| 型式区分   | Tc                                | M                                      | M                                      | Tc                                |
| 动力单元   | 单元1                             | 单元1                                  | 单元2                                  | 单元2                             |
| 空调装置   | 三菱电机制 EU711 40.7 kW×2        | 三菱电机制 EU711 40.7 kW×2             | 三菱电机制 EU711 40.7 kW×2             | 三菱电机制 EU711 40.7 kW×2        |
| 电气设备   | 南京华士制 5NB-1 应急通风逆变器   | 东芝制 SEA-402 三相异步电动机 180 kW×4 | 东芝制 SEA-402 三相异步电动机 180 kW×4 | 南京华士制 5NB-1 应急通风逆变器   |
| 电气设备   | 东芝制 INV168-A0 140 kVA IGBT-SIV | 东芝制 SVF068-A0 IGBT-VVVF             | 东芝制 SVF068-A0 IGBT-VVVF             | 东芝制 INV168-A0 140 kVA IGBT-SIV |
| 车辆重量   | 31.5 t                            | 35.5 t                                 | 35.5 t                                 | 31.5 t                            |
| 额定载客量 | 215人                             | 240人                                  | 240人                                  | 215人                             |

## 车体结构
列车车体呈鼓形，在满足强度和刚度要求的同时实现了轻量化，具体包括：
| A05 号编组A09 号编组 | 车顶采用铝合金型材焊接结构，圆弧顶和空调平台均由4种型材插接组成，其中空调平台位于M车和Tc车的一、二位端，内部安装有三菱电机制EU711型空调装置（每节车厢安装两台，每台的制冷容量为40.7 kW）；车顶的二次骨架由纵梁和横梁组成，均为铝型材，固定在车体铝结构的T型滑槽内。 侧墙铝合金结构采用分块结构，每节车厢分为10块侧墙，每块侧墙由7或8块铝型材组焊成形。 侧墙内墙板采用厚度为4 mm的白色进口聚酯玻璃钢材料，表面为光面或亚光面，使用寿命不小于15年；内墙板使用铝梁骨架支撑，铝梁用螺栓固定在侧墙铝结构的滑槽上。内墙板的上、下两边用螺钉固定在铝梁上，左、右两边用螺钉固定在滑槽上，窗口四周则使用3M尼龙搭扣固定在内骨架铝梁上。 侧墙外部的装饰彩条在一期工程开通时为红色，在二期工程开通后更换为一号线的标识颜色“地铁蓝”。 底架采用大断面铝合金挤压型材焊接结构，并设有顶车、架车、复轨用垫座，可用于拆卸、组装、修理、装运以及救援等操作；Tc车驾驶室端部底架还设置板梁结构，并加装防爬器，以满足底架吸收高冲击能量的需要。 Tc车前端墙采用流线型结构，由前端铝结构和玻璃钢外壳组成，其中玻璃钢外壳上开有1个风挡窗口和2个直角三角形侧窗；前端铝结构采用了插口式板梁结构，其中门立柱和门上横梁为冷弯铝型材，其它板梁采用了厚度为8 mm的铝板。 |

## 车内布置

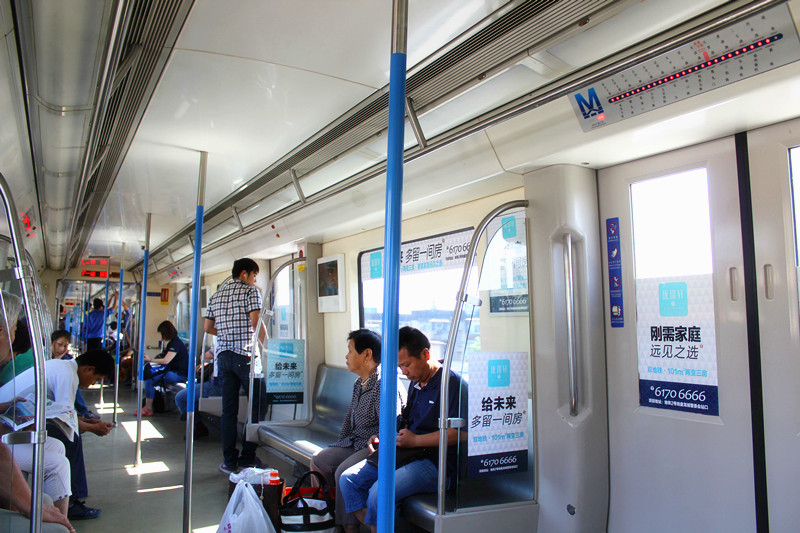
DKZ8型列车内部

列车的内部设施采用纵向对称布置方式，具体包括：

### 车门
列车的每节车厢两侧各有四扇客室侧门，均为双开电控电动外塞拉门，有效开度1300毫米，高度1850毫米。
司机室的侧门为单开手动外塞拉门，而间壁门则为手动折页门，其上带有玻璃窗和保险锁，客室一侧只能通过钥匙开启，司机室一侧则通过小手把开启。

### 车窗
列车的每节车厢两侧各有三扇明窗和两扇暗窗，其中明窗为三层中空车窗，包括最外层的5毫米厚高性能镀膜玻璃、中间层的4 mm厚钢化玻璃、内层的5毫米厚钢化玻璃，以及每两层玻璃间的6毫米中空层；暗窗则为内表面经过丝网印刷处理的5毫米厚钢化玻璃。

### 客室
列车的客室内部设有纵向座椅，分为六人、四人、三人长座椅三种；座椅在客室两侧对称分布，其近门侧设有挡风板。
座椅上方设有荧光灯灯带提供车内照明，灯带附近还设有经过拉丝处理的不锈钢制U形扶手。
客室两端设有LED走字屏，可显示当前站、下一站等信息，此外部分车门上方还设有LED闪灯图。

### 地板
地板型材由七块铝合金挤压型材焊接组成，腔内填充防寒材，下表面喷涂隔声阻尼浆，上方则铺装铝蜂窝地板和厚度3毫米的灰色PVC地板布。
铝蜂窝地板下表面附装隔音板，通过地板连接件固定于地板型材上；地板连接件由橡胶座、铸铝座及PVC垫板组成，可起到良好的隔震及支撑固定作用。

### 司机台
司机台只装在TC车上，供司机驾驶列车用，在结构上分为台面设备和台下箱柜两大部分，其中台面由玻璃钢制成，台下箱柜由钢板制成。
台面设备包括TMS系统显示屏、广播控制面板、ATC系统显示器、双针压力表、司机控制器、无线电台控制盒，以及各种信号指示灯和开关等。
台下箱柜分为三部分：左柜、中柜及右柜。左柜设有无线电台主机和雨刷水箱，中柜为接线端子排和脚踏部分，右柜为广播主机和储物柜。

## 电气系统
列车以1M1T为一个完整的牵引、供电、控制单元，两个单元组成一列编组，其电气系统由东芝提供，具体包括：

### 牵引系统
每节M车下方各安装一台SVF068-A0型牵引逆变器，以1C2M2群方式驱动其所在M车的四台SEA-402型三相四极鼠笼式交流电动机。
牵引逆变器为两点式IGBT电压型三相直-交逆变器，冷却方式为热管散热器走行风冷。逆变器箱中包含两套STC235-A0型逆变器单元、两套STC236-A0型制动斩波单元及一套LCU272-A0型逻辑控制单元，其中每套逆变器单元包含六个三菱电机制CM1200HA-34H型IGBT功率模块（额定电压1700 V，额定电流1200 A），驱动两台牵引电动机，每节M车的四台牵引电动机在其输入端处并联。
SEA-402型牵引电动机的技术参数为：额定功率180 kW，电机电压550 V，电机电流240 A，工作频率72 Hz，额定转速2115 r/min，绝缘耐热温度200 ℃，功率因子0.86。
SVF068-A0型牵引逆变器的技术参数为：重量910 kg，输入电压范围DC 500－900 V，动力输出电压AC 0－550 V，制动输出电压AC 0－675 V，输出频率0－135 Hz。

### 辅助供电系统
列车采用双路静止逆变器（SIV）交叉供电方式，每节Tc车下方各安装一台INV168-A0型IGBT静止逆变器，用以将DC 750 V逆变为AC 380 V、DC 110 V 或DC 24 V，其冷却方式为热管散热器走行风冷。静止逆变器的技术参数为：重量1820 kg，输入电压范围DC 500－900 V，输出电压AC 380 V±5%（50 Hz），输出容量140 kVA，输出频率50 Hz±1 Hz，噪声＜70 dB，功率因子≥0.85。

### 监控系统
列车的监控系统由主机（MU）、次级设备（SU）和显示设备（DSP）组成，其中MU和DSP安装在Tc车上，SU安装在M车上。监控系统的功能包括：
- 数据采集：通过常串行通信及数据输入，从车上设备处采集信息。
- 计算：从牵引逆变器处获取牵引电机的转子频率，进而计算列车的运行速度。
- 检测与记录：检测列车的各种设备，采集它们的状态信号，并将列车的性能数据或故障情况存档。
- 显示：借助司机台的显示屏，为司机和列车员提供列车图解、公里和速度显示、故障显示等实用功能。
- 设置面板：可实现更改列车号、车轮直径设定、小站识别、绝对公里值自动校正等操作。

### 控制系统
列车的控制系统具有控制列车运行、控制各种辅助设施、提供运行信息等功能，具体包括：
- 运行模式控制：共有九种运行模式可供切换，分别为：
  1. 无人驾驶（GoA 3等级）：列车的运行完全由ATC设备控制，除首站需人工按发车按钮外不需人工干预。
  2. ATO自动驾驶：除每站均需人工发车外，与无人驾驶模式相同。
  3. 人工保护（PM）：列车运行方向由ATC设备决定，列车牵引及制动完全由司机操作，ATP进行保护。
  4. ATP反向（只在ATO及PM模式下有效）：用于在列车停站不准确情况下调整停站位置（退行6 m）。
  5. ATP（RM）：列车运行方向由人工确定，ATP防护速度不超过25 km/h，其余操作均由人工干预。
  6. ATP切除：完全为人工驾驶，牵引逆变器在25 km/h时切除牵引，超过30 km/h时则紧急制动。
  7. 洗车：用于洗车作业，将车速控制在3 km/h。
  8. 反向运行：牵引逆变器在4 km/h时切除牵引，超过7 km/h时则紧急制动，必须将手柄打到制动位才可恢复牵引。
  9. 站场运行：牵引逆变器在10 km/h时切除牵引，超过15 km/h时则紧急制动，必须将手柄打到制动位才可恢复牵引。
- 牵引及制动控制：依靠牵引线和非制动线的逻辑关系决定列车的制动、惰行和牵引状态。
- 力矩指令传递：将ATC设备或司控器手柄发出的力矩指令，通过逻辑判断转为PWM编码信号，并通过列车线进行传输。
- 空气压缩机控制：起车状态下，双压缩机组同时打风；正常工作状态下，由主控司机室侧的压缩机打风；此外还具有强制泵风功能。
- 列车服务设备控制：具体包括对以下五类设备的控制：
  1. 照明系统：即正常照明及应急照明的控制功能。
  2. 空调装置：由司机台统一控制，包括通风、制冷、预制冷、紧急通风等功能。
  3. 客室采暖：共有三档，由司机台统一控制。
  4. 乘客信息系统：与LED闪灯图和走字屏联动，具有自动、半自动、人工等报站模式，并可插播广告等信息。
  5. 列车车门控制：以开关门控制为主，并具有一定的防夹物功能。
- 信号控制：包括对头灯、尾灯、行车灯、电笛等的控制。